# Пауковац
Пауковац је насељено мјесто у општини Двор, у Банији, Сисачко-мославачка жупанија, Република Хрватска.

## Историја
Пауковац се од распада Југославије до августа 1995. године налазио у Републици Српској Крајини.

## Становништво
Насеље је према попису становништва из 2011. године имало 67 становника.
| Националност       | 1991. | 1981. | 1971. | 1961. |
| Срби               | 107   | 87    | 126   | 191   |
| Југословени        | 1     | 31    |       |       |
| Хрвати             | 1     |       |       |       |
| остали и непознато |       | 3     | 1     |       |
| Укупно             | 109   | 121   | 127   | 191   |

| Демографија | Демографија | Демографија |
| Година      | Становника  | Становника  |
| ----------- | ----------- | ----------- |
| 1961.       | 191         |             |
| 1971.       | 127         |             |
| 1981.       | 121         |             |
| 1991.       | 109         |             |
| 2001.       | 44          |             |
| 2011.       |             | 67          |